# Herrens himmelsfärds kyrka, Mihiltsi
Herrens himmelsfärds kyrka (bulgariska: Храм Възнесение Господне; translitteration: Hram Vŭznesenije Gospodne) är en bulgarisk-ortodox kyrkobyggnad belägen i byn Mihiltsi i regionen Plovdiv i Bulgarien.
Kyrkan är helgad åt Kristi himmelsfärd och tillhör Plovdivs stift.

## Historik
Herrens himmelsfärds kyrka i Mihiltsi började att byggas år 1881. Den stod klar och invigdes 1883.